# Adrian Fenty
Adrian Malik Fenty (Washington, 6 dicembre 1970) è un politico statunitense, sindaco di Washington dal 2007 al 2011.